# Krzysztof Piech
Krzysztof Piech (ur. 14 października 1975 w Chełmie) – polski ekonomista, doktor habilitowany nauk ekonomicznych, nauczyciel akademicki.

## Wykształcenie i kariera akademicka
W 1998 r. otrzymał stopień magistra w Szkole Głównej Handlowej w Warszawie, w 2002 r. stopień doktora nauk ekonomicznych w SGH (dysertacja: Światowe recesje i polityka antykryzysowa a gospodarka Polski). W 2016 r. Rada Kolegium Zarządzania i Finansów SGH nadała mu stopień doktora habilitowanego nauk ekonomicznych (dysertacja: Pomiary innowacyjności i gospodarki opartej na wiedzy).
W latach 1996–1997 asystent-stażysta w Katedrze Informatyki Gospodarczej SGH, następnie asystował w prowadzeniu zajęć w Katedrze Small Businessu SGH (1997–1998), po czym pracował w Katedrze Polityki Gospodarczej SGH (1999-2016). Pełnił funkcje kierownika kilku studiów podyplomowych SGH: Administracji, Funduszy Unijnych i Polityki Gospodarczej, następnie Administracji i Polityki Gospodarczej oraz Prognozowania Ekonomicznego. Był członkiem Rady Kolegium Zarządzania i Finansów SGH, sekretarzem Senackiej Komisji Programowej, zastępcą redaktora naczelnego czasopisma „Polityka Gospodarcza”, członkiem Rady Programowej czasopisma „e-mentor”.
Stypendysta w University College London oraz w National University of Singapore. Wykładał w Sztokholmie, Londynie, Wilnie, Bukareszcie, Singapurze oraz w PAN, UW i w Akademii Koźmińskiego. Wykładał politykę gospodarczą i społeczną, ekonomię rozwoju, ekonomię behawioralną, kryzysy finansowe, gospodarkę wiedzy, ekonomię sektora publicznego, startup technologiczny.
Publikacje naukowe dotyczące gospodarki opartej na wiedzy, konkurencyjności i innowacji, kryzysów, polityki gospodarczej.
Od 2016 r. profesor Uczelni Łazarskiego na Wydziale Ekonomii i Zarządzania, dyrektor Centrum Technologii Blockchain tej uczelni. Wykłada bazy danych, blockchain, rynki finansowe. Publikacje głównie na temat blockchain.  

## Działalność pozaakademicka
Od 2006 roku prezes Instytutu Wiedzy i Innowacji. Ekspert różnych ministerstw, urzędów i przedsiębiorstw.
Członek Rady Młodych Naukowców przy Ministerstwie Nauki i Szkolnictwa Wyższego (2010–11), Polskiego Towarzystwa Ekonomicznego, British Alumni Society, Klubu Stypendystów Zagranicznych FNP, Polskiego Stowarzyszenia Bitcoin, Rady Naukowo-Programowej Konferencji Central European Digital Payments, Rady Programowej BlockchainTech Congress.
Koordynator serii Konferencji Naukowych Młodych Ekonomistów. Koordynator konkursu „Najlepszy młody ekonomista” (SGH, 2004).
Startupowiec, mentor startupów w Akademickich Inkubatorach Przedsiębiorczości. Współtłumacz książki poświęconej odkryciom naukowym laureata Nagrody Nobla z ekonomii z 2018 r. Paula Romera.
Propagator zastosowań technologii blockchain w Polsce. W latach 2016–2018 lider biznesowy Strumienia „Blockchain i kryptowaluty” (następnie: Strumień Blockchain/DLT i Waluty Cyfrowe) programu „Od papierowej do cyfrowej Polski”, będącego częścią „Strategii na rzecz Odpowiedzialnego Rozwoju”. Koordynator Polskiego Akceleratora Technologii Blockchain. Współorganizował pierwsze w Polsce konsultacje społeczne w Sejmie nt. „Pieniądz cyfrowy i technologie rozproszonych rejestrów”. Inicjator samoregulacji giełd kryptowalutowych prowadzonej pod patronatem Polskiego Stowarzyszenia Bitcoin oraz Ministerstwa Cyfryzacji. W styczniu 2018 r. odwołany z funkcji lidera Strumienia po publikacjach nt. projektu cyfrowej złotówki. W kwietniu 2018 r. współinicjator protestu przeciwko płaceniu podatku PCC od transakcji kryptowalutowych. Autor licznych wypowiedzi medialnych i komentarzy na tematy kryptowalut.
W 2020 r. powołany przez Ministra Nauki Szkolnictwa Wyższego w skład Zespołu doradczego do spraw opracowania założeń ewaluacji transferu wiedzy i technologii. W latach 2006–2010 radny samorządu osiedla Gocław w Warszawie (bezpartyjny). 
W 2007 r. kierował pracami nad programem Partii Kobiet. W 2015 r. współtworzył część gospodarczo-społeczną programu partii .Nowoczesna, w 2016 r. przewodniczący Rady Programowej Komitetu Obrony Demokracji.
Autor (od sierpnia 2007 r.) artykułów ostrzegających przed nadchodzącym kryzysem finansowym. Redaktor naukowy trzech tomów (ponad 2000 stron) poświęconych problematyce kryzysów. Autor serii artykułów w Forbes na temat walki z kryzysami na początku pandemii covid-19, w tym artykułu ostrzegającego przed wzrostem inflacji przed pandemią i przed ryzykiem nieopanowania jej przez NBP z powodu zaangażowania w wybory. Uczestnik "Debat kryzysowych". Autor kolejnych "Bilansów otwarcia" Warsaw Enterprise Institute. Ekspert Polskiej Agencji Rozwoju Przedsiebiorczości.

## Wybrane publikacje książkowe
- Podstawy korzystania z walut cyfrowych, Warszawa 2017 (red. nauk.)
- Political economy. An introduction to the theory of economic policy, Warszawa 2016
- Pozycja innowacyjna Mazowsza na tle innych regionów kraju i Europy, Warszawa 2014–2015
- Wiedza i innowacje w rozwoju gospodarczym: w kierunku pomiaru i współczesnej roli państwa, Warszawa 2009
- redakcja naukowa ponad 20 książek[55]